# Simning vid olympiska sommarspelen 1948
Simningen vid olympiska sommarspelen 1948 i London bestod av elva grenar, sex för män och fem för kvinnor, och hölls mellan den 30 juli och 7 augusti 1948 i Empire Pool. Antalet deltagare var 249 tävlande från 34 länder.

## Medaljfördelning
| Pl. | Nation         | Guld | Silver | Brons | Totalt |
| --- | -------------- | ---- | ------ | ----- | ------ |
| 1   | USA            | 8    | 6      | 1     | 15     |
| 2   | Danmark        | 2    | 2      | 0     | 4      |
| 3   | Nederländerna  | 1    | 0      | 2     | 3      |
| 4   | Australien     | 0    | 2      | 2     | 4      |
| 5   | Ungern         | 0    | 1      | 3     | 4      |
| 6   | Frankrike      | 0    | 0      | 2     | 2      |
| 7   | Storbritannien | 0    | 0      | 1     | 1      |

## Medaljörer

### Damer
| Gren                         | Guld                                                      | Silver                                                        | Brons                                                                                                |
| 100 m frisim Detaljer...     | Greta Andersen Danmark                                    | Ann Curtis USA                                                | Marie-Louise Linssen-Vaessen Nederländerna                                                           |
| 400 m frisim Detaljer...     | Ann Curtis USA                                            | Karen Harup Danmark                                           | Catherine Gibson Storbritannien                                                                      |
| 100 m ryggsim Detaljer...    | Karen Harup Danmark                                       | Suzanne Zimmerman USA                                         | Judy-Joy Davies Australien                                                                           |
| 200 m bröstsim Detaljer...   | Nel van Vliet Nederländerna                               | Nancy Lyons Australien                                        | Éva Novák Ungern                                                                                     |
| 4 x 100 m frisim Detaljer... | USA Marie Corridon Thelma Kalama Brenda Helser Ann Curtis | Danmark Eva Riis Karen Harup Greta Andersen Fritze Carstensen | Nederländerna Irma Heijting-Schuhmacher Margot Marsman Marie-Louise Linssen-Vaessen Hannie Termeulen |

### Herrar
| Gren                         | Guld                                                   | Silver                                                    | Brons                                                           |
| 100 m frisim Detaljer...     | Walter Ris USA                                         | Alan Ford USA                                             | Géza Kádas Ungern                                               |
| 400 m frisim Detaljer...     | William Smith USA                                      | James McLane USA                                          | John Marshall Australien                                        |
| 1500 m frisim Detaljer...    | James McLane USA                                       | John Marshall Australien                                  | György Mitró Ungern                                             |
| 100 m ryggsim Detaljer...    | Allen Stack USA                                        | Robert Cowell USA                                         | Georges Vallerey Frankrike                                      |
| 200 m bröstsim Detaljer...   | Joseph Verdeur USA                                     | Keith Carter USA                                          | Robert Sohl USA                                                 |
| 4 x 200 m frisim Detaljer... | USA Walter Ris James McLane Wallace Wolf William Smith | Ungern Elemér Szatmári György Mitró Imre Nyéki Géza Kádas | Frankrike Joseph Bernardo René Cornu Henri Padou Alexandre Jany |